# Percina tanasi
Percina tanasi és una espècie de peix de la família dels pèrcids i de l'ordre dels perciformes.

## Morfologia
Els mascles poden assolir els 9 cm de longitud total.

## Alimentació
Menja caragols de riu dels gèneres Leptoxis and Lithasia, larves de tricòpters (Glossosoma, Hydropsyche i Brachycentrus), larves de mosquit i nimfes d'efemeròpters.

## Hàbitat
És un peix d'aigua dolça, bentopelàgic i de clima temperat (36°N-34°N).

## Distribució geogràfica
Es troba a Nord-amèrica: conca del riu Tennessee a l'est de Tennessee i el nord de Geòrgia (els Estats Units).